# 星空の夜のプロダクション
星空の夜のプロダクション（ほしぞらのよるのプロダクション、英： Starry Night Productions）は、アメリカ テレビ 制作プロダクションであり、1980年代に設立され、ラインホルト・ウィージが所有していました。

## 作品
- パークプレイス（Park Place）
- ナイトコート（Night Court）
- 地球人（Earthlings）
- 穴を掘り、指を見つける（Dig a Hole, Find a Finger）